# Jean de Beaumetz
Jean de Beaumetz (ok. 1335, zm. 16 października 1396 w Dijon) – francuski malarz nadworny na dworze księcia Filipa II Śmiałego, działający w Valenciennes, Paryżu i Dijon.

## Działalność artystyczna
Pochodził z Artois (Beaumets-les-Loges pod Arras). Według dokumentów archiwalnych miasta Arras, w 1360 roku ożenił się a rok później, w czerwcu, otrzymał mieszkanie w Valenciennes. Od 1371 roku pracował dla Filipa II w Paryżu; w 1375 książę wysłał go Burgundii by tam, rok później, zastąpić na stanowisku malarza nadwornego Jeana d’Arboisa. Stanowisko to, jak i stanowisko osobistego sekretarza u Filipa II piastował do 1395 roku. Zmarł w 1396 roku, a jego następcą został Jean Malouel

## Twórczość
Jean de Beaumetz wykonywał szereg prac na zlecenie swojego pracodawcy Filipa II, głównie prace dekoratorskie (m.in. nakładał polichromie na posągi i malował ornamentalne ściany) w kaplicy i apartamentach rezydencji książęcych oraz w zamkach książęcych, w Montbard (1381), Argilly (1384–1388), Rouvers (1387) i w Germolles (1388–1390). W ramach swoich obowiązków ozdabiał chorągwie, sztandary i zbroje książęce. Malował również obrazy na zamówienie; dla kartuzji Lugany wykonał w 1378 roku wielki obraz Madonny z Dzieciątkiem i ze świętymi.
Od 1387 roku pracował w kartuzji Champmol, a w 1389 roku posiadał tam duży warsztat zatrudniający dziewiętnastu pomocników. W kartuzji wykonał polichromię drewnianego sklepienia, a ściany z okazji konsekracji kartuzji 24 maja 1388 roku, ozdobił płóciennymi pasami z wymalowanymi herbami książęcymi. W latach 1390–1395 kierował pracami dekoracyjnymi w dwóch oratoriach książęcych; w pracach pomagali mu Girart de Nivelles i Torquin de Gand. On sam wykonał cztery ołtarze: jeden do górnego oratorium (Chapelle des Anges) składający się ze scen Koronacji Marii (kwatera środkowa) oraz Zwiastowania i Nawiedzenia na skrzydłach. Pozostałe ołtarze przeznaczone były do zakrystii i do westybulu.
W latach 1390–1395 dla Champol wykonał dwadzieścia cztery tablice (po jednej dla każdej celi kartuzów), jedną tablicę dla domu opata i jedną do kapitularza. Z tego cyklu zachowały się do czasów współczesnych jedynie dwie tablice przedstawiające Chrystusa ukrzyżowanego z modlącym się kartuzem. Obrazy znajdują się obecnie w Cleveland Museum of Art i w Luwrze. W kompozycji postaci i w sposobie modelunku ich szat można zauważyć wpływy szkoły sieneńskiej. Oba zachowane prac różnią się w stylu wykonania co wskazuje na udział pomocników warsztatowych. Seria obrazów o tym samym motywie miała nawiązywać do idei, której orędownikami byli kartuzi a która odnosiła się do empatii z cierpieniem Zbawiciela poprzez jego kontemplację w samotności. Jean de Beaumetz łączył wytworny styl dworskiego malarstwa paryskiego z elementami sieneńskimi i niderlandzkimi.